# No Pique do GBR
No Pique do GBR é o álbum de estreia do DJ e produtor musical brasileiro DJ GBR. O álbum foi lançado em 27 de janeiro de 2023, um dia antes do seu aniversário de 21 anos. O álbum contou com várias participações especiais, como MC Livinho, MC Lan, MC Pedrinho, entre outros.

## Faixas
| N.º            | Título                  | Compositor(es)               | Duração |  |
| 1.             | "Catucadão"             | DJ GBR, MC Livinho           | 3:08    |  |
| 2.             | "Colo do Pai"           | DJ GBR, MC Don Juan          | 2:05    |  |
| 3.             | "Foguenta"              | DJ GBR, DogBeat              | 2:02    |  |
| 4.             | "Vou te passar a visão" | DJ GBR, MC Lan, MC Delux     | 4:13    |  |
| 5.             | "Festa de adulto"       | DJ GBR, MC GW                | 2:53    |  |
| 6.             | "Amor é psicológico"    | DJ GBR, MC Rick, DogBeat     | 2:22    |  |
| 7.             | "Movimenta gostoso"     | DJ GBR, MC Pedrinho, DogBeat | 2:44    |  |
| 8.             | "Beat mágico"           | DJ GBR, DJ Arana             | 2:33    |  |
| Duração total: | Duração total:          | Duração total:               | 22:03   |  |